# Koemis

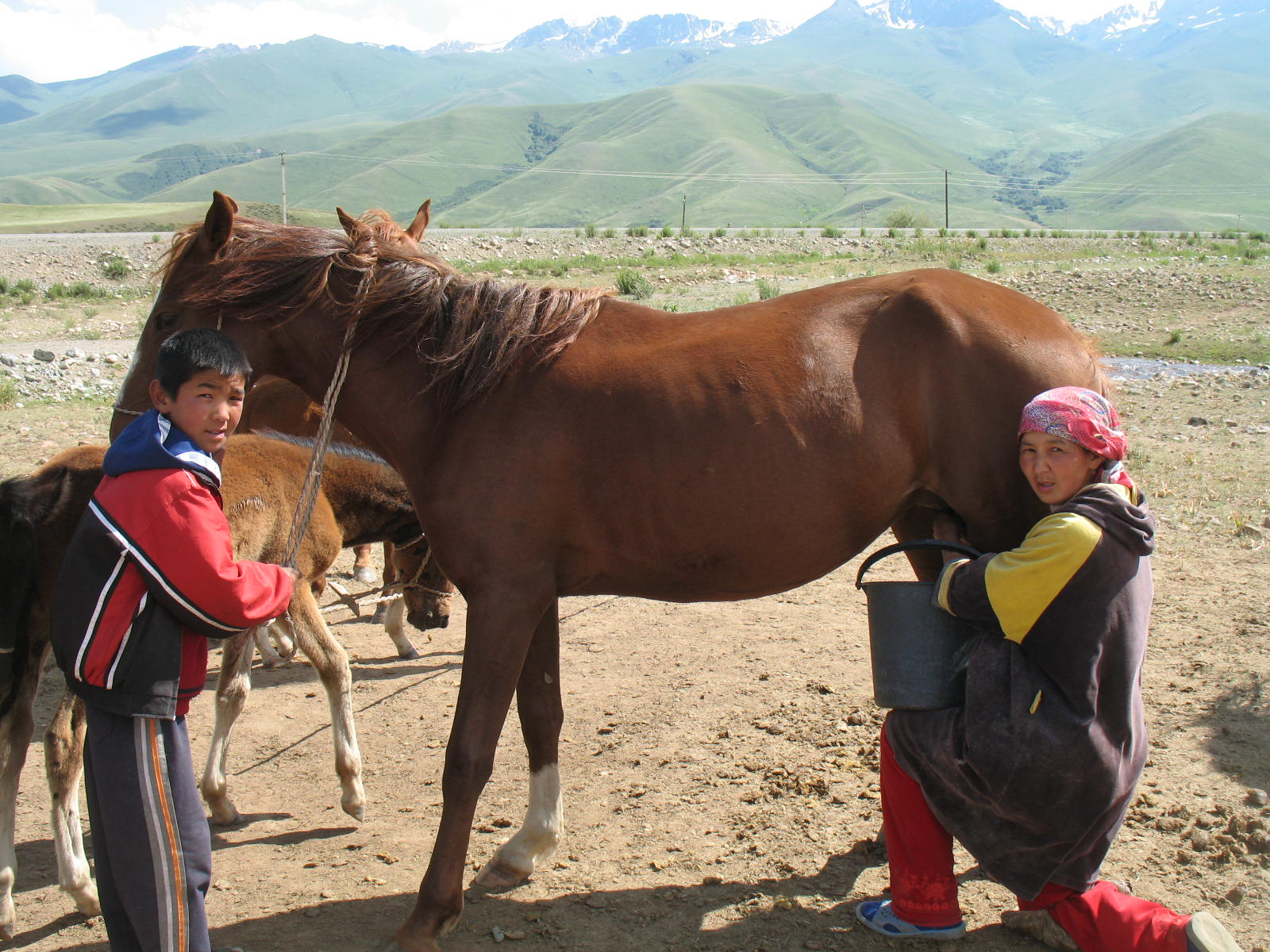
Een merrie wordt in Kirgizië gemolken

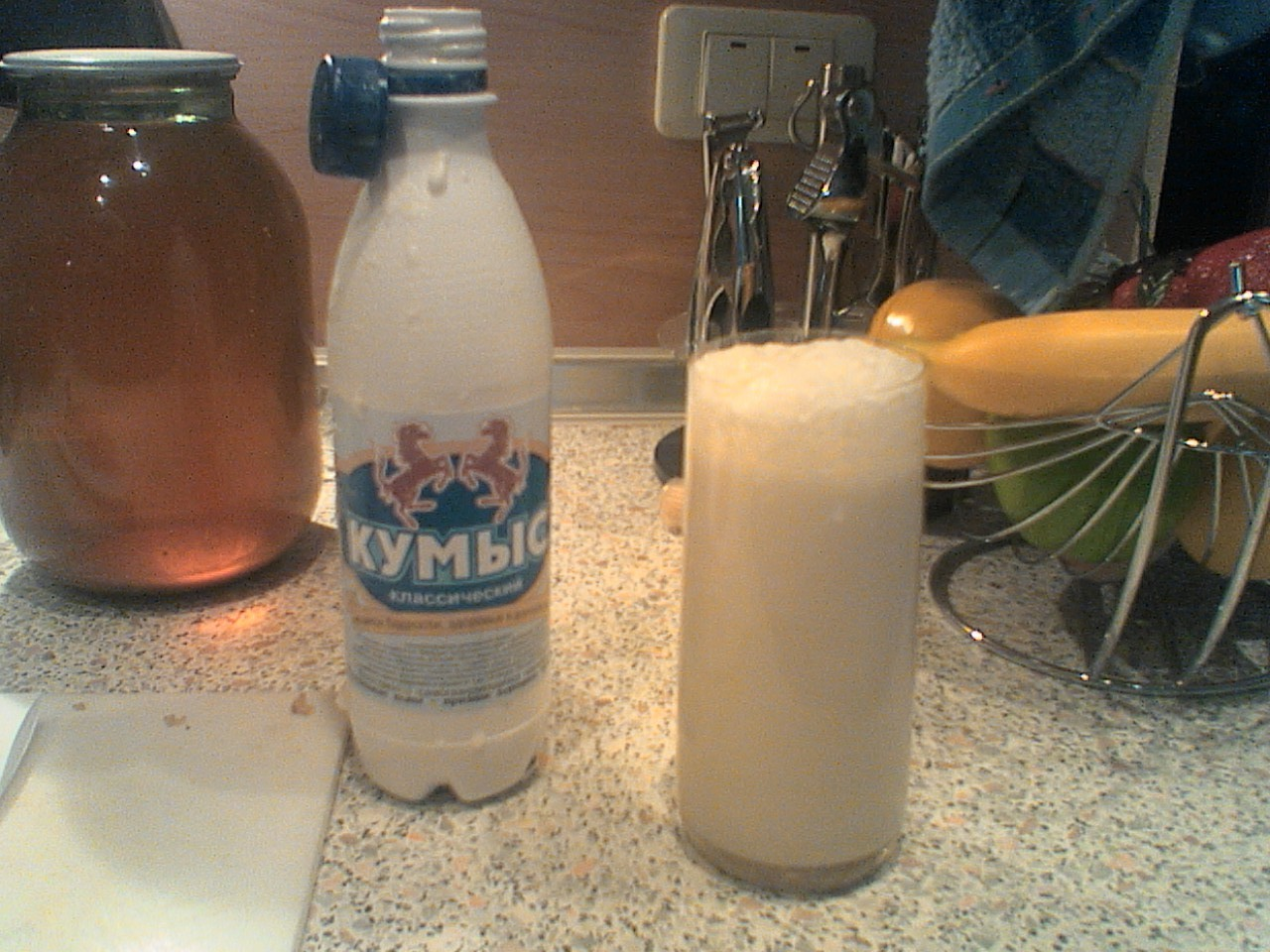
Flesje en glas met koemis

Koemis is een traditionele drank van de Turkse volken in Centraal-Azië. Het wordt ook gespeld als "kumis", "kymys" en "koumiss". 
Koemis wordt gemaakt van gefermenteerde melk van merries. De bereiding vindt plaats in een zak van paardenhuid genaamd "saba". Het kan licht alcoholisch zijn, maar men moet er veel van drinken om enig effect te merken.
Dat de drank een lange geschiedenis kent, blijkt uit een klaaglied dat een Han-prinses in de tweede eeuw v.Chr. schreef toen zij werd uitgehuwelijkt aan een heerser van de Wusun. De klaagzang is opgenomen in de Shiji. Ze moest in vilten tenten wonen, rauw vlees eten en gegiste melk van merries drinken. 
Tataren in de 13e eeuw maakten koemis door de melk van hun pony's te vermengen met gist.  In zijn reisverslag vermeldde Willem van Rubroeck dat hij de drank ("kosmos") van hen kreeg aangeboden en dat hij hem – na het overwinnen van de eerste walging – wist te waarderen. Een eeuw later kwam Ibn Battuta niet zover en vermeed hij een incident door de koemis aan een gezel door te geven. Ook de Venetiaan Ambrogio Contarini raakte niet over zijn weerzin heen.
Als koemis gemaakt wordt van koeienmelk moet suiker worden toegevoegd om te zorgen dat het gistingsproces niet stopt.
Over het algemeen bevat koemis ongeveer 2% alcohol, maar het kan sterker gemaakt worden door het te distilleren.
Koemis en het verwante kefir worden nog steeds overal ter wereld geproduceerd en kunnen ook eenvoudig thuis bereid worden. Een Mongoolse naam ervoor is airag.

## Voetnoten
1. ↑  Antonella Campanini, "Manières de consommer en Occident" in: Histoire de l'alimentation. De la Préhistoire à nos jours, ed. Florent Quellier, 2021, p. 568-569